# Verzet (procesrecht)
Wanneer iemand het niet eens is met een strafbeschikking, een veroordeling bij verstek, een dwangbevel of een rechtsmaatregel door een gerechtsdeurwaarder kan men in verzet komen. Heel eenvoudig gezegd, is dit een procedure om 'bezwaar' te maken tegen een beslissing.

## Strafbeschikking
Zie verzet tegen een strafbeschikking.

## Verstek
Wanneer er verstek wordt verleend, heeft degene aan wie het vonnis betekend is vier weken om in verzet te komen, aldus art. 143 Rv. De termijn van 4 weken gaat ook lopen na een daad van bekendheid met het vonnis. Indien geen verzetprocedure wordt gestart, zal het vonnis kracht van gewijsde krijgen en is er geen beroep meer mogelijk (ook geen hoger beroep). 
Een verzetprocedure is niet gelijk aan hoger beroep. Een verzetprocedure wordt gestart door de eisende partij te dagvaarden, met dien verstande dat de dagvaarding in dit geval de conclusie van antwoord bevat. Hiermee herleeft de procedure. Het verstekvonnis blijft echter geldig totdat er een eindvonnis wordt uitgesproken. Een eventuele veroordeling uitvoerbaar bij voorraad moet dus aan voldaan worden, en er kunnen executiemiddelen tegen ingezet worden. Eventueel kan een voorlopige voorziening aangevraagd worden om de executie op te schorten tot na het eindvonnis.
In het Nederlands procesrecht staat altijd maar één rechtsmiddel open. Als dus de mogelijkheid van hoger beroep bestaat, kan geen verzet worden aangetekend.

## Dwangbevel
Wanneer er een dwangbevel wordt betekend, dan heeft degene tegen wie het bevel is uitgegeven zes weken de tijd om in verzet te komen op grond van de AWB. Waar burgers onderling pas na een gerechtelijk vonnis tot executie kunnen overgaan, kunnen veel overheidsorganen zelf een dwangbevel uitgeven, waar de rechter zich pas over zal buigen wanneer degene tegen wie het bevel uitgevaardigd is in verzet komt. Wanneer er een verzetprocedure wordt gestart, kan de executie opgeschort worden in een kort geding. De opschorting van executie is ingevoerd als tegengewicht op het recht van parate executie wat de overheid heeft.
Een dergelijke procedure zal niet bij de bestuursrechter, maar bij de civiele rechter moeten worden gevoerd. Dit heeft allerlei nadelen (relatief hoge kosten, soms verplichte bijstand door een advocaat) en men kan niet meer tegen de beschikking zelf, die aan het dwangbevel ten grondslag ligt, opkomen.

## Rechtsmaatregel gerechtsdeurwaarder
Wanneer een gerechtsdeurwaarder iets doet waar een belanghebbende het niet mee eens is, kan de belanghebbende in verzet komen. Niet alleen de partij tegen wie de executoriale titel, op grond waarvan de deurwaarder zijn werk doet, zich richt kan in verzet komen. Wanneer een partij in verzet komt die tot dan toe niets met de executie te maken had, spreekt men van derdenverzet. 
Een voorbeeld van een derdenverzet is de casus waar bedrijf X een procedure begint tegen persoon Y. Bedrijf X' vordering wordt toegewezen, maar persoon Y betaalt niet. De gerechtsdeurwaarder komt bij persoon Y om beslag op roerende zaken te leggen. Persoon Z komt nu in derdenverzet, omdat er ook beslag is gelegd op goederen die eigendom van persoon Z zijn. 
Een verzet moet allereerst bekendgemaakt worden aan de gerechtsdeurwaarder tegen wie het verzet zich richt. Deze  kan besluiten om het verzet toe te wijzen, in dat geval kan er bijvoorbeeld besloten worden dat het beslag ten aanzien van bepaalde goederen wordt opgeheven. Wanneer de gerechtsdeurwaarder het verzet afwijst, dient er een procedure gestart te worden bij de rechtbank. Zolang de procedure loopt zal de rechtsmaatregel gericht zijn op conservering. Een executoriaal beslag op roerende zaken zal tijdens het proces dus gelden als conservatoir beslag, waardoor de deurwaarder pas wanneer het verzet ongegrond wordt verklaard, kan overgaan tot executoriale verkoop.
Verzet is in deze gevallen een formeelrechtelijk (procesrechtelijk) rechtsmiddel. Het verzet zal dus op procesrechtelijke gronden gebaseerd moeten zijn, tegen de materiële (inhoudelijke) gronden kan men niet opkomen. Hiervoor zal men een aparte (inhoudelijke, "normale") procedure moeten voeren, waartoe men echter zowel in het civiele als in het bestuursrecht meestal alle kansen al heeft gehad. Verzet heeft dus enkel nut in gevallen waarin een procesrechtelijke fout is gemaakt, zoals:
- het vonnis wordt te snel ten uitvoer gelegd;
- het dwangbevel is aan de verkeerde persoon gericht;
- er is al betaald.